# Cuevas del Pendo-Peñajorao
El área natural de especial interés (ANEI) de las Cuevas del Pendo-Peñajorao es un espacio natural protegido, ubicado en Cantabria, en los municipios de Camargo y Piélagos, abarcando una superficie de 168,62 ha comprendida principalmente en la localidad camarguesa de Escobedo y en menor proporción en la localidad de Posadorios de Barcenilla en Piélagos.

## Situación geográfica
Está situada en el norte de la península ibérica, en la comunidad autónoma de Cantabria, muy próximo al mar Cantábrico.
Se ubica en la zona sur del municipio de Camargo, encontrándose en un valle cerrado (depresión endorreica en forma de embudo por dónde el agua se infiltra hacia el subsuelo) por el que fluyen varios arroyos que van a dar al Pas a través de la cueva-sumidero del Pendo y sobre todo de las cuevas-sumidero de Los Covachos de Peñajorao

### Municipios
El área comprende los municipios de Camargo y Piélagos.